# Mehmet Ayberk Koşak
Mehmet Ayberk Koşak (né le 1er avril 2001 à Konak) est un gymnaste artistique turc.

## Carrière
Mehmet Ayberk Koşak obtient la médaille de bronze par équipe aux Championnats d'Europe de gymnastique artistique masculine 2022 à Munich.
Aux Championnats d'Europe de gymnastique artistique 2023 à Antalya, il remporte la médaille d'argent par équipe.